# Bezzia kurensis
Bezzia kurensis är en tvåvingeart som beskrevs av Remm 1967. Bezzia kurensis ingår i släktet Bezzia och familjen svidknott. Inga underarter finns listade i Catalogue of Life.